# Cerambyx fasciatus
Cerambyx fasciatus är en skalbaggsart som beskrevs av Voet 1778. Cerambyx fasciatus ingår i släktet ekbockar, och familjen långhorningar. Inga underarter finns listade.